# نیهات بکدیک
نیهات بکدیک (انگلیسی: Nihat Bekdik؛ 1902 – ۲۱ ژوئن ۱۹۷۲) بازیکن فوتبال اهل ترکیه بود.
از باشگاه‌هایی که در آن بازی کرده‌است می‌توان به باشگاه فوتبال گالاتاسرای و باشگاه ورزشی گالاتاسارای اشاره کرد.
وی همچنین در تیم ملی فوتبال ترکیه بازی کرده‌است.